# Albizia gummifera
Albizia gummifera är en ärtväxtart som först beskrevs av Johann Friedrich Gmelin, och fick sitt nu gällande namn av Christo Albertyn Smith. Albizia gummifera ingår i släktet Albizia och familjen ärtväxter. Inga underarter finns listade i Catalogue of Life.